# 谭久彬
谭久彬（1955年3月—），男，汉族，黑龙江哈尔滨人，中国精密测量与仪器工程专家，哈尔滨工业大学教授，中国工程院院士，中国超精密仪器领域的学科带头人。

## 生平
1982年1月、1987年8月和1991年12月，在哈尔滨工业大学精密仪器系分别获得工学学士、工学硕士和工学博士学位。1982年，任哈尔滨工业大学教师、助教、讲师，1991年起任副教授，1995年起任教授、系主任。1997年被任命为仪器科学与技术学科博士生导师、系主任，同时被确认为超精密和纳米测量技术研究方向责任教授、学术带头人。1998年被确认为该校精密仪器及机械学科的学科带头人。2002年，任超精密光电仪器工程研究所教授、博导、所长。2017年，当选中国工程院院士。